# Incursões vietnamitas na Tailândia
As incursões vietnamitas na Tailândia consistiram em graves confrontos entre a Tailândia e o Vietnã ocorridos durante o período de 1979 a 1988.
Depois da invasão vietnamita do Camboja de 1978 e da derrota do Kampuchea Democrático em 1979, o Khmer Vermelho fugiu para as regiões fronteiriças da Tailândia e com a assistência da China, as tropas de Pol Pot conseguiram se reagrupar e reorganizar em zonas florestais e montanhosas na fronteira entre Tailândia e Camboja. Durante os anos 1980 e início dos anos 1990, as forças do Khmer Vermelho operaram a partir de campos de refugiados no interior da Tailândia, em uma tentativa de desestabilizar o governo pró-Hanói na República Popular do Kampuchea, que a Tailândia se recusava a reconhecer. A Tailândia e o Vietnã se enfrentaram na fronteira entre Tailândia e Camboja com frequentes incursões e bombardeamentos vietnamitas em território tailandês durante toda a década de 1980 em busca de guerrilheiros cambojanos que continuavam atacando as forças de ocupação vietnamita.

## Histórico

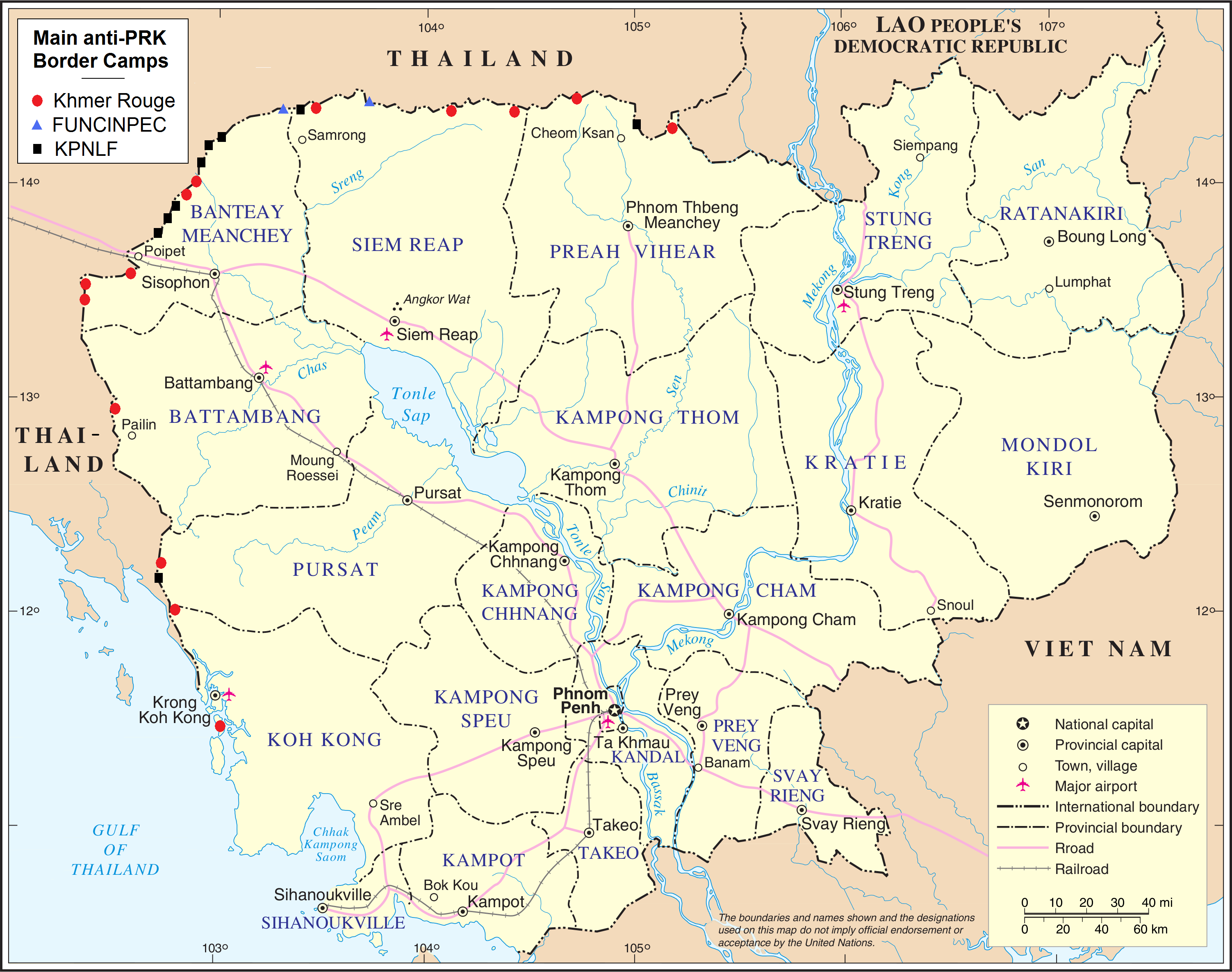
Campos fronteiriços hostis à República Popular da Kampuchea; 1979-1984.

A Tailândia desconfiava que o Vietnã tinha objetivos de longo prazo na região e temia que os vietnamitas viriam a apoiar um movimento de insurgência comunista no país. Seria esse temor que levaria a Tailândia  a apoiar os objetivos dos Estados Unidos no Vietnã do Sul durante a Guerra do Vietnã. 
Em 1973, um novo governo civil na Tailândia criou uma oportunidade para algum grau de reconciliação com o Vietnã do Norte, quando se propôs a remoção das forças militares dos Estados Unidos em solo tailandês e a adoção de uma postura mais neutralista. Hanói respondeu enviando uma delegação para Banguecoque, mas as negociações fracassaram antes que qualquer progresso na melhoria das relações pudessem ser feitos. As discussões foram retomadas em agosto de 1976 depois que Hanói havia derrotado os sul-vietnamitas e unificado o país sob seu domínio. Estas resultaram em um convite para uma troca de embaixadores e por uma abertura de negociações sobre a cooperação econômica e comercial, mas um golpe militar em outubro de 1976 marcou o início de um novo governo tailandês que era menos simpático para os comunistas vietnamitas. O contato foi retomado brevemente em maio de 1977, quando o Vietnã, a Tailândia e o Laos realizaram uma conferência para discutir a retomada do trabalho no Mekong River Commission, um grande esforço de cooperação que havia sido interrompido pela Guerra do Vietnã. A partir de dezembro de 1978, no entanto, o conflito no Camboja dominou as negociações diplomáticas e ofensivas militares vietnamitas sazonais que incluíram incursões através da fronteira tailandesa e numerosas baixas tailandesas particularmente minaram o relacionamento.
Em 1979, após a ocupação militar vietnamita do Camboja, Banguecoque aliou-se com o Khmer Rouge, um adversário do Vietnã e buscou Pequim para assistência de segurança. Em ambos os casos, as ações da Tailândia endureceram a atitude de Hanói para Banguecoque. Como o membro da ASEAN mais vulnerável a um hipotético ataque vietnamita por ter dado abrigo ao Khmer Rouge em campos no seu território,  a Tailândia foi principal entre os parceiros da ASEAN que se opuseram a invasão vietnamita do Camboja.
A invasão do Camboja em 1978 constituiu uma possível ameaça à segurança nacional da Tailândia. O governo em Banguecoque não tinha mais o Camboja como um Estado tampão contra o Vietnã comunista. A Tailândia reforçaria, portanto, a capacidade de defesa do país, no leste, e os seus gastos com defesa subiram por causa disso. Assim, a Tailândia procurou uma aliança com o inimigo do Vietnã, a República Popular da China. A China foi humilhada visto que o Vietnã havia derrubado seu regime aliado no Camboja, e porque não havia fornecido apoio a seus aliados de maneira eficiente. A óbvia cooperação dos tailandeses com a China ajudou a prejudicar ainda mais as relações com o Vietnã.
A China reagiria à invasão do Camboja muito fortemente, e responderia por sua parte ao atacar o Vietnã e provocar um grave conflito entre os dois países. 
Isto não afetaria as ações dos vietnamitas do Camboja e apesar das condições violentas e das pesadas baixas civis na Tailândia, este conflito nunca evoluiu para uma guerra. À medida que o regime pró-vietnamita no Camboja se fortalecia, iniciou-se a entrega das responsabilidade de segurança do Vietnã cada vez mais para o Camboja. O país começou a se retirar em 1984, embora nunca o faria oficialmente até 1989, depois de ter desbaratado o Khmer Rouge quase que completamente.